# St. Johannes Baptista (Utzberg)

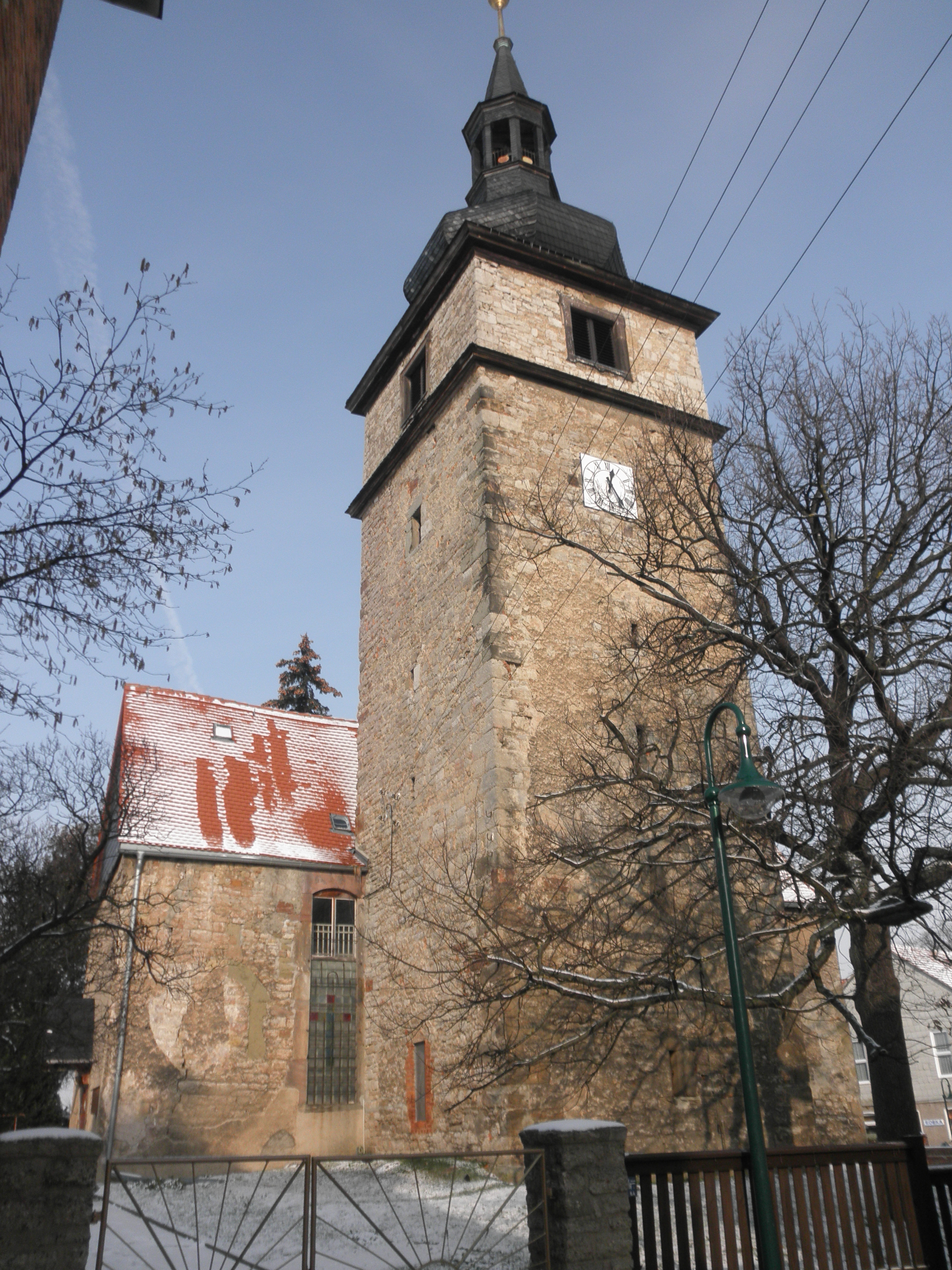
St. Johannes Baptista

Die evangelische Dorfkirche St. Johannes Baptista steht in Utzberg im Landkreis Weimarer Land in Thüringen. Die Kirchengemeinde gehört zum Kirchengemeindeverband Niederzimmern im Kirchenkreis Weimar der Evangelischen Kirche in Mitteldeutschland.

## Lage
Die Dorfkirche liegt am etwas erhöhten Nordrand des Ortes. Um sie herum befindet sich der Friedhof mit einer Umfassungsmauer.

## Geschichte

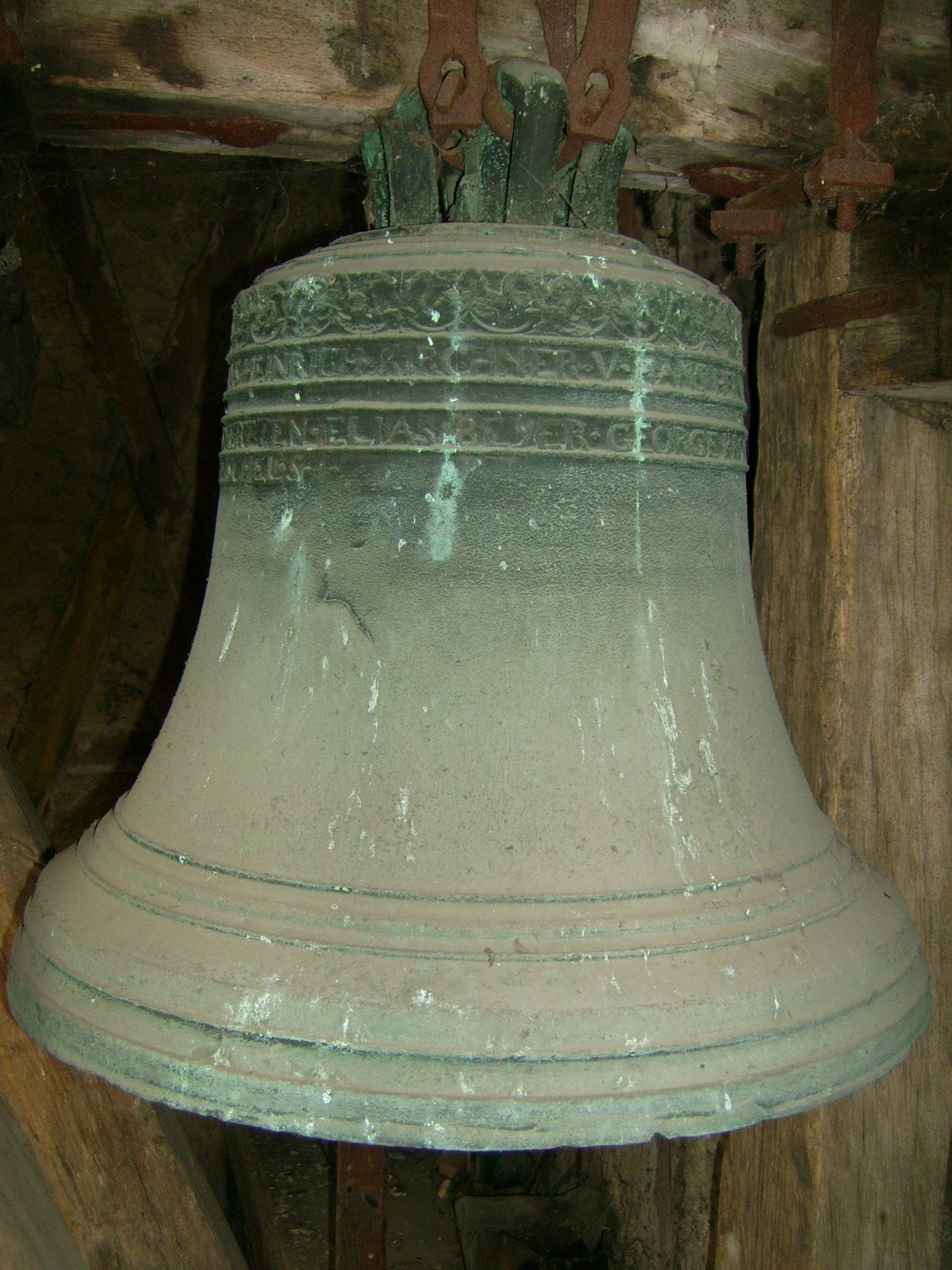
Pappe-Glocke

Die Kirche wurde im 15. Jahrhundert errichtet und diente als Wehrkirche für die Bauern. Ständiger Umbau und folgende Renovierung führten zu dem heutigen Bild.

## Ausstattung
Das Kirchenschiff ist geprägt von einem farbenfrohen Kanzelaltar aus dem Jahr 1725. Zwei lebensgroße Figuren flankieren die Kanzel – der Namenspatron Johannes der Täufer mit einem Lamm auf der einen, Prophet Mose mit den Gesetzestafeln auf der anderen Seite. Eingebettet in Blattwerk sieht man darüber die Halbfigur Gottvater mit der Weltkugel in der Hand. Dann stehen dort Schnitzfiguren der zwölf Apostel.
1839 bauten die Gebrüder Witzmann (Stadtilm/ Kleinrudestedt) eine Orgel mit 21 Registern auf zwei Manualen und Pedal in den Prospekt von 1725. 1985 - 95 unternahmen Herbert Löbling (Erfurt) eine Reparatur und teilweisem Ausbau von Pfeifen und deren Einlagerung. 1995 schloss Orgelbauer Laubmann aus der Partnergemeinde diese Reparaturen ab und unterzog das Instrument einer neuen Intonierung.
Im Turm läutet eine 1703 gegossene Bronzeglocke von Jakob Pappe (Erfurt). Sie wurde mit Inventarnummer 11-23-282 B im Zweiten Weltkrieg nach Hamburg abgeliefert und kehrte am 4. Mai 1950 zurück. Auf ihr ist zu lesen: /HANS HEINRICH KIRCHNER/ V /HANS HEINRIC GROSMAN/ HANS H. GEORGE CHRISTIAN HÖLZEL/ P / T //HYRONIMVS MERTTEN / ELIAS BEYER / GEORGE KROSE/ HANNS / I / S /HANS BASTIAN ZIEN//HERZOGK.// HANS RIESSE/ IOHANN GEORG PREISCHEL / S / T //. Ihre großen Schwestern hatten im Ersten Weltkrieg nicht so ein Glück. Sie wurden eingeschmolzen und 1919 durch drei Eisenhartgussglocken der Firma Schilling & Lattermann (Apolda und Morgenröthe) ersetzt.